# Женская сборная Парагвая по футболу
Женская сборная Парагвая по футболу (исп. Selección femenina de fútbol de Paraguay) — команда, которая представляет Парагвай на женских международных турнирах и в товарищеских матчах по футболу. Управляющая организация — Парагвайская футбольная ассоциация. Сборная ни разу не достигала финальной части чемпионата мира, однако занимала четвертое место на Кубке Америке 2006 и 2022.
По состоянию на 15 марта 2024 года в женском рейтинге ФИФА сборная занимает 50-е место.

## История
В конце 1980-х годов в Южной Америке начали проявляться первые признаки развития женского футбола. Однако Парагвай относился к странам, присоединившимся к этому с опозданием, поскольку на протяжении большей части 1990-х годов не сумел сформировать собственную национальную женскую футбольную команду. Всего лишь в 1998 году Парагвай наконец выступил на первом турнире, и принял участие в третьем Кубке Америки по футболу среди женщин. В первом своём матче была одержана победа над Уругваем со счетом 3:2. Однако несмотря на это, Парагвай не сумел выйти из группы, заняв третье место с двумя победами и двумя поражениями. В 2003 году выступление Парагвая не улучшилось, и команда выбыла, одержав лишь одну победу. Первые значительные успехи Парагвай достиг в 2006 году, когда занял четвертое место и преодолел групповой этап турнира. Тем не менее, после этого выступления в 2006 году Парагвай не сумел повторить такой успех в последующих трех турнирах, каждый раз выбывая на групповом этапе.
В 2022 году Парагвай продемонстрировал хорошую игру на Кубке Америки, со второго места вышел в плей-офф, одержав три победы и потерпев одно поражение в групповом этапе. Значительным достижением была впечатляющая победа со счетом 3:2 над дебютантом чемпионата мира 2019 — сборной Чили. Однако в полуфинале Парагвай уступил Бразилии со счетом 0:2, а затем в матче за третье место проиграл Аргентине со счетом 1:3 после того, хотя после первого тайма вели в счете 1:0. Таким образом, команда повторила свои достижения 2006 года, заняв четвертое место.
С 2023 года количество участников женского чемпионата мира увеличилось с 24 до 32 команд, благодаря этому Парагвай получит больше шансов на участие в турнире.

## Достижения

### Чемпионат мира
| Чемпионат мира | Чемпионат мира         | Чемпионат мира         | Чемпионат мира         | Чемпионат мира         | Чемпионат мира         | Чемпионат мира         | Чемпионат мира         |
| Год            | Результат              | И                      | В                      | Н                      | П                      | ГЗ                     | ГП                     |
| -------------- | ---------------------- | ---------------------- | ---------------------- | ---------------------- | ---------------------- | ---------------------- | ---------------------- |
| 1991           | Не участвовали         | Не участвовали         | Не участвовали         | Не участвовали         | Не участвовали         | Не участвовали         | Не участвовали         |
| 1995           | Не участвовали         | Не участвовали         | Не участвовали         | Не участвовали         | Не участвовали         | Не участвовали         | Не участвовали         |
| 1999           | Не прошли квалификацию | Не прошли квалификацию | Не прошли квалификацию | Не прошли квалификацию | Не прошли квалификацию | Не прошли квалификацию | Не прошли квалификацию |
| 2003           | Не прошли квалификацию | Не прошли квалификацию | Не прошли квалификацию | Не прошли квалификацию | Не прошли квалификацию | Не прошли квалификацию | Не прошли квалификацию |
| 2007           | Не прошли квалификацию | Не прошли квалификацию | Не прошли квалификацию | Не прошли квалификацию | Не прошли квалификацию | Не прошли квалификацию | Не прошли квалификацию |
| 2011           | Не прошли квалификацию | Не прошли квалификацию | Не прошли квалификацию | Не прошли квалификацию | Не прошли квалификацию | Не прошли квалификацию | Не прошли квалификацию |
| 2015           | Не прошли квалификацию | Не прошли квалификацию | Не прошли квалификацию | Не прошли квалификацию | Не прошли квалификацию | Не прошли квалификацию | Не прошли квалификацию |
| 2019           | Не прошли квалификацию | Не прошли квалификацию | Не прошли квалификацию | Не прошли квалификацию | Не прошли квалификацию | Не прошли квалификацию | Не прошли квалификацию |
| 2023           | Не прошли квалификацию | Не прошли квалификацию | Не прошли квалификацию | Не прошли квалификацию | Не прошли квалификацию | Не прошли квалификацию | Не прошли квалификацию |
| Итого          | -                      | -                      | -                      | -                      | -                      | -                      | -                      |

### Олимпийские игры
| Олимпийские игры | Олимпийские игры       | Олимпийские игры       | Олимпийские игры       | Олимпийские игры       | Олимпийские игры       | Олимпийские игры       | Олимпийские игры       |
| Год              | Результат              | И                      | В                      | Н                      | П                      | ГЗ                     | ГП                     |
| ---------------- | ---------------------- | ---------------------- | ---------------------- | ---------------------- | ---------------------- | ---------------------- | ---------------------- |
| 1996             | Не участвовали         | Не участвовали         | Не участвовали         | Не участвовали         | Не участвовали         | Не участвовали         | Не участвовали         |
| 2000             | Не прошли квалификацию | Не прошли квалификацию | Не прошли квалификацию | Не прошли квалификацию | Не прошли квалификацию | Не прошли квалификацию | Не прошли квалификацию |
| 2004             | Не прошли квалификацию | Не прошли квалификацию | Не прошли квалификацию | Не прошли квалификацию | Не прошли квалификацию | Не прошли квалификацию | Не прошли квалификацию |
| 2008             | Не прошли квалификацию | Не прошли квалификацию | Не прошли квалификацию | Не прошли квалификацию | Не прошли квалификацию | Не прошли квалификацию | Не прошли квалификацию |
| 2012             | Не прошли квалификацию | Не прошли квалификацию | Не прошли квалификацию | Не прошли квалификацию | Не прошли квалификацию | Не прошли квалификацию | Не прошли квалификацию |
| 2016             | Не прошли квалификацию | Не прошли квалификацию | Не прошли квалификацию | Не прошли квалификацию | Не прошли квалификацию | Не прошли квалификацию | Не прошли квалификацию |
| 2020             | Не прошли квалификацию | Не прошли квалификацию | Не прошли квалификацию | Не прошли квалификацию | Не прошли квалификацию | Не прошли квалификацию | Не прошли квалификацию |
| 2024             | Не прошли квалификацию | Не прошли квалификацию | Не прошли квалификацию | Не прошли квалификацию | Не прошли квалификацию | Не прошли квалификацию | Не прошли квалификацию |
| Итого            | -                      | -                      | -                      | -                      | -                      | -                      | -                      |

### Кубок Америки
| Кубок Америки | Кубок Америки   | Кубок Америки  | Кубок Америки  | Кубок Америки  | Кубок Америки  | Кубок Америки  | Кубок Америки  |
| Год           | Результат       | И              | В              | Н*             | П              | ГЗ             | ГП             |
| ------------- | --------------- | -------------- | -------------- | -------------- | -------------- | -------------- | -------------- |
| 1991          | Не участвовали  | Не участвовали | Не участвовали | Не участвовали | Не участвовали | Не участвовали | Не участвовали |
| 1995          | Не участвовали  | Не участвовали | Не участвовали | Не участвовали | Не участвовали | Не участвовали | Не участвовали |
| 1998          | Групповой этап  | 4              | 2              | 0              | 2              | 6              | 10             |
| 2003          | Групповой этап  | 2              | 1              | 0              | 1              | 3              | 4              |
| 2006          | Четвертое место | 7              | 3              | 1              | 3              | 13             | 16             |
| 2010          | Групповой этап  | 4              | 2              | 0              | 2              | 8              | 6              |
| 2014          | Групповой этап  | 4              | 2              | 0              | 2              | 14             | 9              |
| 2018          | Групповой этап  | 4              | 2              | 1              | 1              | 7              | 7              |
| 2022          | Четвертое место | 6              | 3              | 0              | 3              | 10             | 12             |
| Итого         | 7/9             | 31             | 15             | 2              | 14             | 61             | 64             |

*Включены матчи завершившиеся послематчевыми пенальти.

### Панамериканские игры
| Панамериканские игры | Панамериканские игры   | Панамериканские игры   | Панамериканские игры   | Панамериканские игры   | Панамериканские игры   | Панамериканские игры   | Панамериканские игры   |
| Год                  | Результат              | И                      | В                      | Н*                     | П                      | ГЗ                     | ГП                     |
| -------------------- | ---------------------- | ---------------------- | ---------------------- | ---------------------- | ---------------------- | ---------------------- | ---------------------- |
| 1999                 | Не участвовали         | Не участвовали         | Не участвовали         | Не участвовали         | Не участвовали         | Не участвовали         | Не участвовали         |
| 2003                 | Не участвовали         | Не участвовали         | Не участвовали         | Не участвовали         | Не участвовали         | Не участвовали         | Не участвовали         |
| 2007                 | Групповой этап         | 4                      | 0                      | 1                      | 3                      | 4                      | 18                     |
| 2011                 | Не прошли квалификацию | Не прошли квалификацию | Не прошли квалификацию | Не прошли квалификацию | Не прошли квалификацию | Не прошли квалификацию | Не прошли квалификацию |
| 2015                 | Не прошли квалификацию | Не прошли квалификацию | Не прошли квалификацию | Не прошли квалификацию | Не прошли квалификацию | Не прошли квалификацию | Не прошли квалификацию |
| 2019                 | Четвертое место        | 5                      | 2                      | 1                      | 2                      | 5                      | 6                      |
| 2023                 | Прошли квалификацию    | Прошли квалификацию    | Прошли квалификацию    | Прошли квалификацию    | Прошли квалификацию    | Прошли квалификацию    | Прошли квалификацию    |
| 2027                 | Отбор                  | Отбор                  | Отбор                  | Отбор                  | Отбор                  | Отбор                  | Отбор                  |
| Итого                | 3/8                    | 9                      | 2                      | 2                      | 5                      | 9                      | 24                     |

*Включены матчи завершившиеся послематчевыми пенальти.